# Helen Sjöholm
Marie Helen Sjöholm (født 10. juli 1970 i Sundsvall) er en svensk sangerinde og skuespillerinde. Hun er for eksempel kendt for sin rolle som Gabriella i spillefilmen Som i himlen (2004), der er instrueret af Kay Pollak.
Sjöholm blev i 2012 nomineret til en Guldbagge for sin hovedrolle i Simon og egetræerne (2011).

## Udvalgt filmografi
- Chess (2003)
- Som i himlen (2004)
- Simon og egetræerne (2011)
- A Music Story (2019)
- Bäckström (tv-serie, 2020-2022)
- Til solen står op (2021)